# Воскресенка (Приазовский район)
Воскресе́нка (укр. Воскресенка) — село в Приазовском районе Запорожской области Украины. Административный центр Воскресенского сельского совета.
Код КОАТУУ — 2324582201. Население по переписи 2001 года составляло 763 человека.
Является административным центром Воскресенского сельского совета, в который, кроме того, входят сёла
Ивановка и
Новониколаевка.

## Географическое положение
Село Воскресенка находится на берегах реки Метрозлы,
на расстоянии в 1 км от села Новониколаевка.

## История
- 1860 год — дата основания на месте ногайского поселения Кислик выходцами из Таврической, Харьковской и Курской губерний села Дорт-Кисек, которое затем переименовали в село Новопокровка.
- В 1887 году переименовали в село Воскресенка.

## Экономика
- «Украина», агрофирма.

## Объекты социальной сферы
- Школа.
- Детский сад.
- Дом культуры.
- Фельдшерско-акушерский пункт.

## Достопримечательности
- Братская могила советских воинов.